# Parque Ribalta
El parque Ribalta es el parque urbano más representativo de la ciudad española de Castellón de la Plana. Se encuentra en el centro de la ciudad al oeste del núcleo histórico, en una zona desarrollada tras la llegada del ferrocarril en 1864 en la que tanto autoridades como burguesía se empeñaron en ofrecer la mejor imagen de la capital a los visitantes.
Debido a las características históricas, patrimoniales y artísticas de la plaza y del entorno que lo rodea, donde destacan los edificios modernistas de la Plaza de la Independencia, la calle Zaragoza y la plaza Tetuán, la zona fue declarada Bien de interés cultural como conjunto histórico-artístico en 1981. De la misma forma, en 1998 tras la aprobación de la ley del Patrimonio cultural valenciano obtuvo la declaración genérica de Bien de relevancia local, concretándose con la declaración aprobada en 2021 como BRL en la categoría de «Jardín histórico de interés local».
La superficie del parque ha variado con el tiempo ya que ha sido ampliado varias veces desde su creación en 1868, siendo la más importante la producida en 1876 cuando se le adosó un nuevo parque. El tamaño actual varía según las fuentes, que van desde los 77 307,7 m², los 77 787 m², hasta los 78 534 m².

## Odonímia
El parque, al igual que muchas instituciones y edificios de Castellón, está dedicado al pintor del barroco Francisco Ribalta, al que por varios siglos, al menos desde el XVIII, se creyó nacido en la villa y por tanto el hijo ilustre más conocido de la misma debido a sus dotes artísticas reconocidas internacionalmente, hasta que se comprobó que su lugar real de nacimiento era la localidad ilerdense de Solsona y que toda su supuesta genealogía castellonense era una farsa.

## Historia
El suelo que hoy ocupa el parque fue lugar de paso durante generaciones para todo aquel viajero que entrase a Castellón procedente del camino Real de Valencia a Tarragona Dicho camino seguía circulando mayoritariamente por donde en tiempos más antiguos la civilización romana trazó la vía Augusta, al oeste del término municipal actual en la partida rural del Bovalar. De él partía un ramal conocido como camino del Collet que unía la vía con el recinto amurallado de la ciudad trasladada en 1251, y que atravesaba el actual parque por el centro dirección las actuales calles de Zaragoza y Colón. Además, la zona estaba delimitada por el este por el barranco de la Sequiota, un paleocauce o tal vez una construcción artificial para evitar que la villa se inundara, que desde la Gran Vía buscaba la Ronda Magdalena para desembocar en el río Seco, y que necesitaba cruzarse mediante puentes.
No se conocen muchas más noticias de la zona hasta que en 1803 el Ayuntamiento de Castellón de la Plana decide trasladar el cementerio desde el antiguo fossar medieval situado en la plaza Mayor junto a la iglesia mayor, a una distancia de 1 km por motivos higiénicos y de salubridad, siendo obra del arquitecto valenciano Vicente Gascó. Con el nombre de cementerio del Calvario por la ermita del mismo nombre que estaba a pie del camino del Collet junto al Ravalet, fue inaugurado en 1805 y estuvo abierto hasta 1868, aunque ya no se producían nuevos enterramientos desde 1861 cuando se abrió el nuevo cementerio de San José al otro lado del río a un kilómetro de distancia del del Calvario. Se desconoce si el motivo para su clausura fue su saturación o la ampliación de la carretera de Zaragoza sobre el viejo camino. Durante tiempo se pensó que para construir el parque se habían trasladado todos los restos humanos al nuevo cementerio, pero durante la construcción del nuevo edificio de La Pérgola en la década de 1970 se encontró el acceso al osario lleno de huesos así como algunos esqueletos enterrados, al igual que sucedió durante las obras del TRAM en 2006. Entre todos estos restos arqueológicos descansarían los restos del astrónomo francés Pierre Méchain, que falleció el 20 de septiembre de 1804 en la Casa del Barón de la Pobla mientras se encontraba en Castellón para medir la longitud del meridiano de Greenwich.
En el año 1862 llega a Castellón el ferrocarril procedente desde Valencia de la mano de la Compañía de los Caminos de Hierro del Norte de España, que instala la playa de vías y la estación al oeste del casco urbano, aunque alejado de él, concretamente al suroeste del cementerio del Calvario. En 1868 la línea fue ampliada hasta Barcelona. En ese momento Castellón era una ciudad amurallada después de haber tenido que construir unas nuevas murallas en 1837 para protegerse de las diversas guerras carlistas que se estaban produciendo en la época y que no serían derribadas completamente hasta 1882 y cuyo trazado seguía el de las rondas Mijares y Magdalena, disponiendo de una puerta llamada de Morella en la actual plaza de la Independencia. La llegada del nuevo medio de transporte acrecentó los deseos de la clase dirigente de dar el salto a la industrialización y para mostrar el poder económico de la ciudad se propusieron embellecer el entorno de la estación, en un esfuerzo compartido por las autoridades públicas que construyeron el parque y la burguesía que levantó algunas de sus mejores casas en el eje que unía el ferrocarril con el centro de la ciudad.
El 2 de noviembre de ese mismo año de 1868, siendo alcalde Carlos Ferrer Segarra, el ayuntamiento decide plantar un parque sobre el terreno del antiguo cementerio, ampliado sobre una viña propiedad de Salvador Tárrega y dos parcelas de secano, una de José de la Fuente y otra del conde de Pestagua. Todo junto formaba un solar de forma triangular con una superficie de 9 hanegadas y 3 cuartones. El diseño se encargó al ingeniero Luis Alfonso Brull sin cobrar honorarios, que presentó su propuesta a las autoridades el 19 de ese mes, día en el que también se decidió dar el nombre del pintor Ribalta al lugar. La jardinería corrió a cargo del funcionario municipal Tomás Clará Ferrer, que aprovechó todo el arbolado posible existente en el antiguo cementerio, plantó álamos y trasplantó varios pinos desde el Pinar del Grao. Nace así el paseo Ribalta o paseo Viejo como más tarde lo conoció la gente, como una forma que se ingeniaron las autoridades municipales para dar trabajo a los jornaleros en paro.

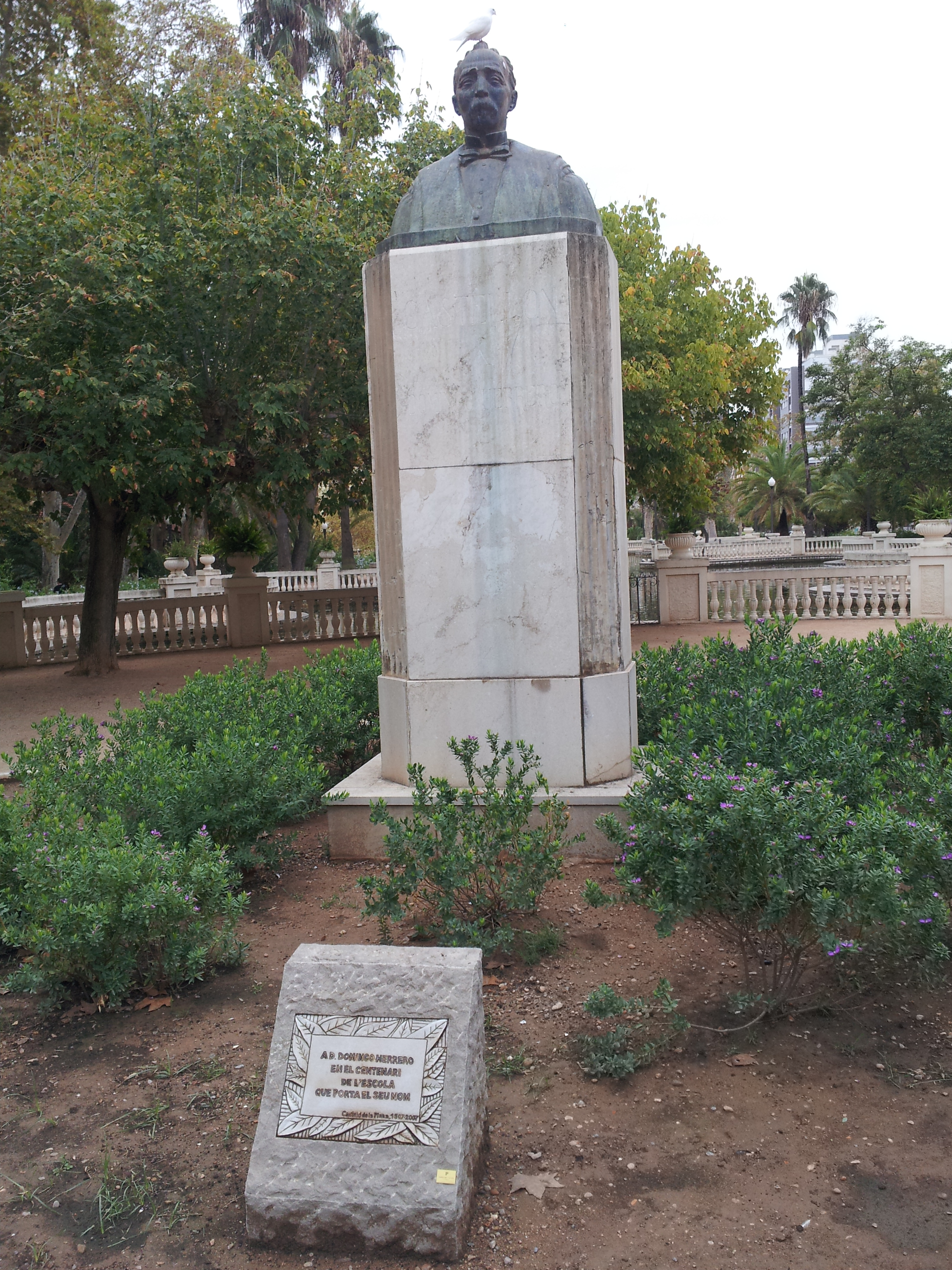
Busto de Domingo Herrero obra del escultor Tomás Colón Bauzano realizado en 1929

En 1876, siendo alcalde Domingo Herrero Sebastián, el ayuntamiento expropia, de forma gratuita tras llegar a un acuerdo con el conde de Pestagua, una viña, dos algarroberos y dos campos de secano valorados en 2801 pesetas al otro lado de la carretera de Zaragoza para crear un nuevo parque, a cambio el conde se quedó con la propiedad de un tercer algarrobal situado al oeste de estos terrenos que se incorporaría al parque unos 25 años después de su única aparición en unos planos del siglo XIX en los que aparecía el parque construido hasta ese momento. El diseño del nuevo parque vuelve a correr de la mano de Luis Alfonso Brull, esta vez en colaboración con Salvador Fors y el jardinero Francisco Tirado. Este nuevo parque, al que le sería concedido el nombre de parque de la Alameda el 10 de febrero de 1877 pero se conoció popularmente como paseo Nuevo, tiene forma cuadrada con casi 200 m de lado.
En 1882 se traza el llamado paseo de San Vicente —actual avenida Pérez Galdós— para unir el centro de la ciudad con la estación, en ella se construyó en 1887 la nueva plaza de toros obra de Manuel Montesinos Arlandiz. En 1885 se urbaniza el camino que se dirige al cementerio de San José, incluyendo la acera al norte del parque; y en 1886 se ilumina la zona con alumbrado de gas. También en esta época surge un nuevo plan de ajardinamiento del nuevo parque que busca la plantación de especies exóticas con la intención de crear un jardín botánico. En 1898 se construye en el centro de la Alameda un obelisco para conmemorar las victorias de los castellonenses liberales en las guerras carlistas, especialmente la derrota que inflingieron al general Ramón Cabrera en las jornadas del 7, 8 y 9 de julio de 1837 cuando asedió Castellón. Esta construcción fue obra del arquitecto Francisco Tomás Traver y dio nombre oficial al parque desde entonces. Su consolidación como zona de esparcimiento para los vecinos de la ciudad llegó con la concesión para instalar un primer quiosco bar en 1899 al que se sumaron otros 5 hasta 1921. En 1904 se construyó un pozo para regar el parque con sus aguas, la caseta que guardó sus instalaciones y otros aperos de jardinería se cree obra de Godofredo Ros de Ursinos.
En 1910, o 1913, se desvía la carretera de Zaragoza al lateral norte del paseo Ribalta permitiendo la unión física de ambos parques con la urbanización del paseo de coches o andén central en su lugar, que desde 1916 hasta la década de 1990 acogió las dos ferias de atracciones anuales. En 1913 se instalan unos baños públicos y el alumbrado eléctrico. Hacia 1914 el ayuntamiento debió hacerse con la propiedad del algarrobar que quedaba en el área del parque, porque en ese lugar se construyó el estanque o basseta dels peixets, con proyecto elaborado por Francisco Tomás por un presupuesto de 13 118,25 pesetas y que también permitió regularizar los riegos de las 3 hectáreas y 74 áreas que ocupaba el parque en esos momentos. Durante las décadas de 1910 y 1920 el parque se llena de elementos decorativos como esculturas y piezas cerámicas de gran valor. En 1925 el ayuntamiento promueve la construcción de una zona de esparcimiento en el paseo Ribalta aprovechando la preexistencia de la capilla del antiguo cementerio, cuyas fachadas fueron modificadas por Salvador Fors para simular una casa de campo, y promover así la utilización de esta zona del parque que era poco merodeada desde su unión con el del obelisco; la obra costó 7276 pesetas y consistió en la edificación de una pérgola de hormigón prefabricado alrededor del círculo más grande de dichos jardines, lo que preparó el espacio para los numerosos conciertos y verbenas que se celebraron allí hasta la década de 1960, destacando como la más conocida la Verbena del Pato la noche de cada 14 de agosto. En 1926 se aprueba construir una avenida de 24 m de ancho que una el obelisco con la plaza del Rey pasando por el Huerto de Sogueros que no se llegó a construir nunca. Entre 1928 y 1929 se construye una biblioteca pública delante de la plaza de toros, destinada a acoger la colección bibliográfica del escritor y alcalde Salvador Guinot Vilar, en 1936 es ampliada por Francisco Maristany Casajuana para albergar una escuela pública. En 1923 se construye un palomar sobre los baños ya existentes, la obra no tiene una atribución clara conociéndose que fue proyecto del arquitecto municipal de la época, no se sabe si lo firmó Tomás Traver o Maristany. En 1934, también Maristany, construye el Templete de música junto al andén central.

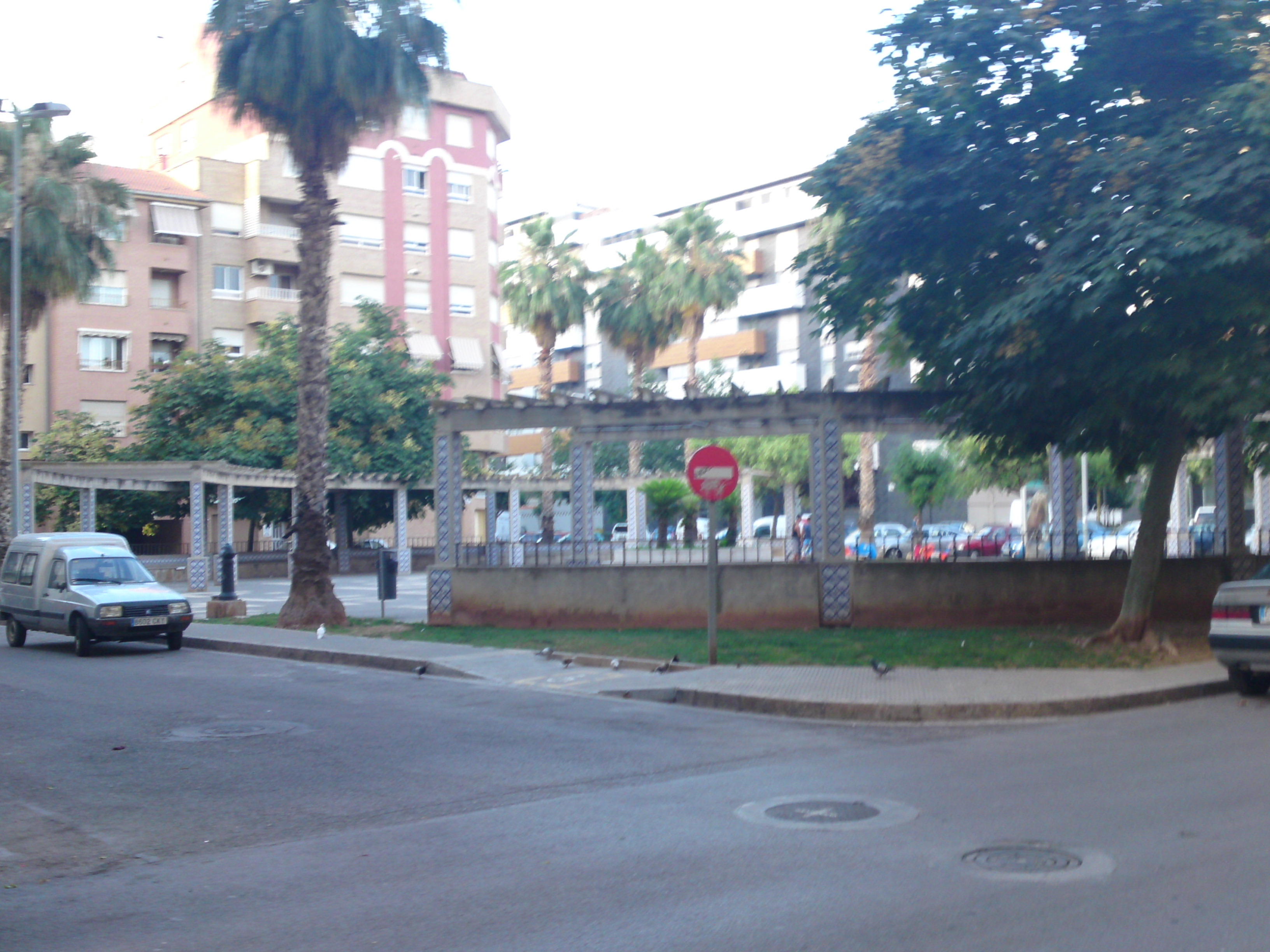
Réplica de la pérgola en Grapa

Durante la guerra civil española, las tropas franquistas entran en Castellón el 13 de junio de 1938, siendo una de sus primeras medidas el derribo del obelisco. El 30 de marzo de 1943 el ayuntamiento acuerda la erección de un monumento a los caídos consistente en una gran cruz latina con lemas y símbolos franquistas, de nuevo obra de Maristany que se inauguró el 29 de octubre de 1944. Para su construcción se eliminó la zona de juegos infantiles del parque, por lo que se dispuso construir una nueva en la zona que ocupaba hasta ese momento la rosaleda. Los años de la dictadura franquista tuvieron un impacto muy negativo sobre el parque, el desarrollo de la ciudad trajo a sus nuevas necesidades urbanas y sociales, que junto a la falta de conciencia histórica y artística se llevaron a cabo cambios significativos en el trazado del parque, que junto al poco y utilitario mantenimiento conllevaron la degradación de la zona verde. En 1966 se derriba la escuela y en su lugar se construye un parque infantil de tráfico, y en esa misma época se derriba la pérgola a instancias del alcalde Francisco Grangel, que posiblemente ya había sido cubierta pocos años antes, para construir un edificio multifuncional moderno, llamado La Pérgola, en el que poder celebrar actos de las fiestas de la Magdalena con un coste de 18 millones de pesetas, es obra del arquitecto Joaquín Tirado y se inauguró el 20 de febrero de 1971. El derribo de la construcción precedente fue tan polémico que en la década siguiente se tuvo que construir una réplica suya en la zona de Grapa para apaciguar las críticas.
La llegada de la democracia devuelve el interés a los políticos y a la ciudadanía por conservar y recuperar el parque. A finales de la década de 1970, la amenaza de derribo de la Casa Calduch en la plaza de la Independencia provocó que el arquitecto Francisco Grande solicite la protección del área urbana surgida tras la llegada del ferrocarril a Castellón, lo que incluye el parque, la citada plaza, la calle Zaragoza y la plaza Tetuán, consiguiendo su declaración como Bien de interés cultural en 1981. En 1979, la suma de los partidos políticos de izquierdas triunfadora de las primeras elecciones locales, acuerda como una de sus primeras medidas de su gobierno, tomada solo un mes después de la constitución del ayuntamiento, la resignificación de la Cruz de los caídos eliminando la simbología de la dictadura y dedicándola «a las víctimas de la violencia» sin tocar la cruz, «símbolo de unas creencias religiosas», ni derruir el monumento. En 1982 se decide reconstruir el obelisco de forma fiel al destruido tras la guerra, y se propone dedicar el paseo de Coches al rey Juan Carlos I. En 1992 se trasladaron los juegos infantiles a la zona del obelisco para proceder a la recuperación de la antigua rosaleda que finalizó en 1993.

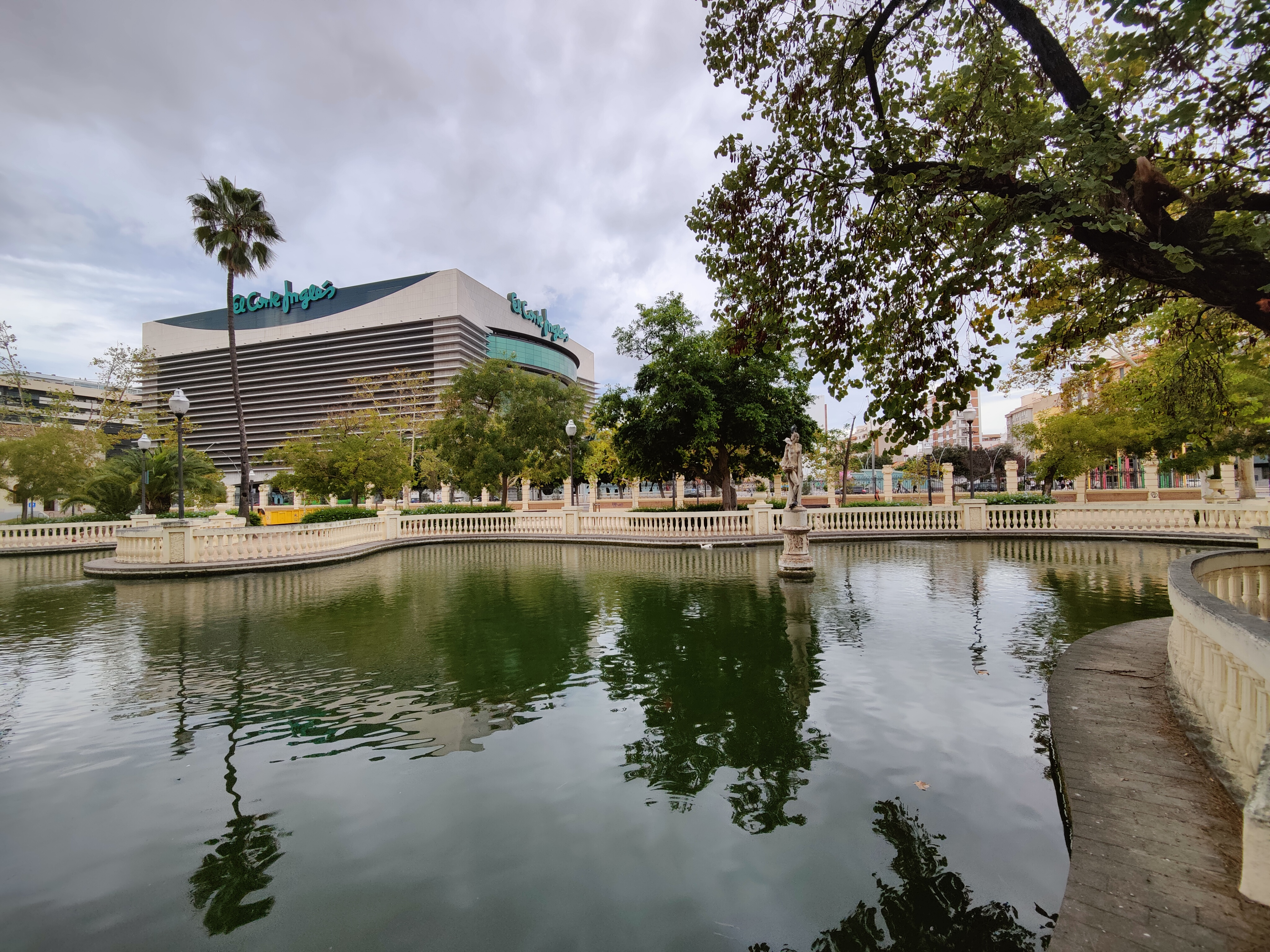
El estanque del parque y al fondo el edificio de El Corte Inglés

El 21 de febrero del año 2000 se inauguraba la nueva estación de tren situada en el nuevo trazado soterrado del ferrocarril al oeste de las antiguas instalaciones. El corte físico de las viejas vías fue vivido como un gran acto popular, con el que la ciudadanía veía por fin cumplida su reivindicación de ver eliminado el «cinturón de hierro» que partía la ciudad en dos zonas muy diferenciadas económica y socialmente, y que se anhelaba desde la década de 1920 cuando el primer plan urbanístico de la ciudad diseñado por Vicente Traver propuso el traslado del ferrocarril a una zona menos molesta al sur del casco urbano, objetivo que también se intentó durante la II República española. En 1982 el ayuntamiento propuso un soterramiento corto de las vías en su ubicación original que habría dado lugar a una gran ampliación del Parque Ribalta, pero la propuesta fue desestimada por el gobierno. En 1993, tras muchos estudios de viabilidad y la construcción de otras infraestructuras vitales para Castellón, se aprobó la construcción del nuevo túnel urbano para el ferrocarril. En el antiguo trazado se proyectó un gran bulevar que recorriese de sur a norte la ciudad, las avenidas de Villarreal y Barcelona, y la zona de la playa de vías se destinó al desarrollo de una gran zona comercial encaminada a atraer la presencia de unos grandes almacenes. En 2003, la cadena El Corte Inglés anunció la construcción de un centro en la ciudad que fue inaugurado en noviembre de 2005. Aprovechando las circunstancias, el parque fue ampliado absorbiendo la calle Maestro Barbieri y entre 2001 y 2002 se sometió a la obra de restauración más importante que ha sufrido hasta el momento, afectando a todos los elementos arquitectónicos y decorativos así como a la vegetación, a cargo de la arquitecta Consuelo Leal y del ingeniero agrónomo Juan Carlos Sanchís Roca. En 2005 se dedicó el paseo que va de la plaza de la independencia hasta La Pérgola al líder republicano del siglo XIX y alcalde Francisco González Chermá.

### Paso del TRAM por el parque

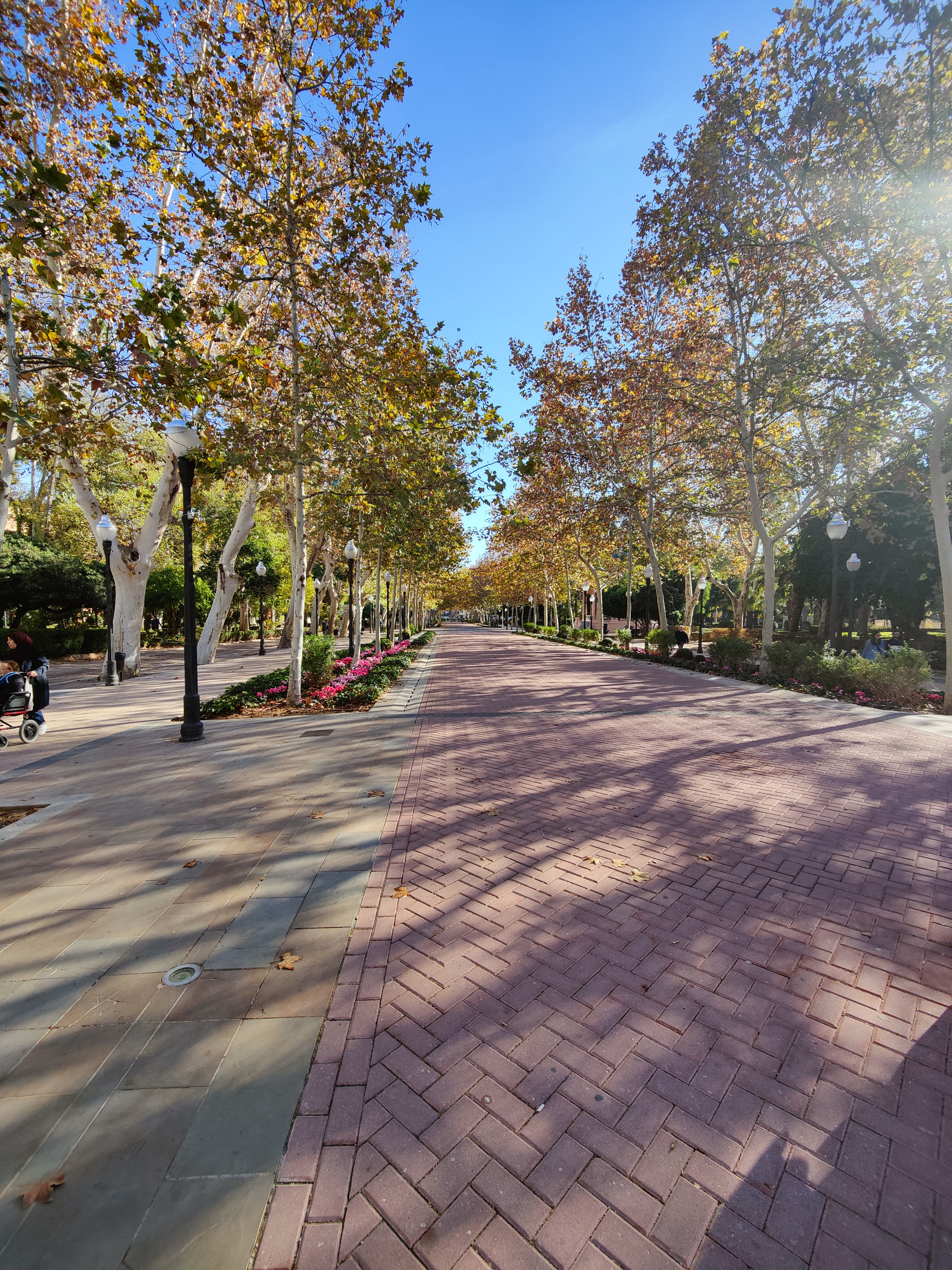
Resultado de las obras realizadas en el andén central para permitir el paso del TRAM visto en 2023

En el año 2005 la Generalidad Valenciana y el Ayuntamiento de Castellón presentan el proyecto de construcción de un sistema de «bus guiado», realmente un trolebús, conocido inicialmente como TVRCas, y que finalmente adquirió el nombre comercial de TRAM. La línea 1 proyectada pretendía unir el campus de la Universidad Jaime I con el Grao circulando por el andén central del parque. El primer tramo se inauguró en 2008 hasta el paseo Morella, con la intención de ejecutar inmediatamente las obras en el parque para llegar al distrito marítimo en 2012. El proyecto de remodelación de esta zona del parque suponía la actuación la construcción de una plataforma central de 7 m de anchura pavimentada con adoquines rojos para el paso de los trolebuses, separada de los nuevos paseos peatonales de los laterales por parterres, y la intención de plantar 50 árboles y trasplantar otros 160, así como instalar el alumbrado y el mobiliario urbano necesario, por un valor de 2,7 millones de euros. El proyecto enseguida comportó movilizaciones ciudadanas que se agruparon en la plataforma SOS Ribalta, encargada de reunir más de 20 000 firmas en contra del proyecto, organizar numerosas manifestaciones con hasta 500 participantes, e incluso realizar una huelga de hambre.
Las obras se iniciaron en abril de 2009 debido al bloqueo que la Consejería de Cultura ejercía sobre el Plan especial de protección del BIC que hubiera impedido su realización, y sin el visto bueno del órgano autonómico encargado de la protección del patrimonio, que cuando se pronunció solo pidió que el trolebús circulara sin catenaria, el cambio de color del pavimento, peatonalizar los viales que circundan la zona verde y derribar La Pérgola, aunque previamente sus expertos se habían pronunciado en contra. Las obras discurrieron con diversas dificultades, entre ellas la aparición de  restos arqueológicos que obligaron a modificar repetidas veces el proyecto, así como jurídicos y económicos, pero finalmente se inauguraron en 2010 con el paso del minibús eléctrico que entonces prestaba servicio en la red de autobús urbano. Mientras tanto, los organismos consultivos llamados por SOS Ribalta —el Consejo Valenciano de Cultura, la Universidad Politécnica de Valencia, la UJI, la Real Academia de Bellas Artes de San Carlos, y el Colegio Territorial de Arquitectos de Castellón— emitieron dictámenes desfavorables que advertían que se vulneraba el carácter patrimonial del parque; y la oposición política se sumó a la movilización, siendo el PSPV quien recurrió al Tribunal Superior de Justicia de la Comunidad Valenciana la realización de las obras, siendo admitido el recurso, que culminó en 2012 con la declaración de nulidad de las obras. La Generalidad recurrió la sentencia, pronunciándose en 2014 el Tribunal Supremo inadmitiéndolo, aún así la entonces consejera de infraestructuras Isabel Bonig anunció la elaboración de un Plan Especial que permitiera el paso de este medio de transporte por el parque. El asunto también llegó al Congreso de los Diputados y al gobierno central en 2010 que advirtieron de un posible expolio del patrimonio histórico, e instaron a reconsiderar el paso del trolebús.
En 2015, con ambas administraciones gobernadas desde las elecciones de mayo por la misma coalición de izquierdas que se había opuesto al proyecto, se llegó al acuerdo de que el TRAM circulara por el Paseo Ribalta tal y como lo venía haciendo desde que se inauguró la ampliación hasta el Grao en 2014. Ese mismo año, el Síndic de Greuges instó a derribar la obra realizada y devolver el andén central a su estado anterior, una petición que no se llegó a materializar, presentando el ayuntamiento la iniciativa Passadís de les Arts para convertir el espacio en un escenario artístico y cultural aprovechando los recursos y la tradición del parque en este ámbito.

### Retirada de laCruz de los caídos

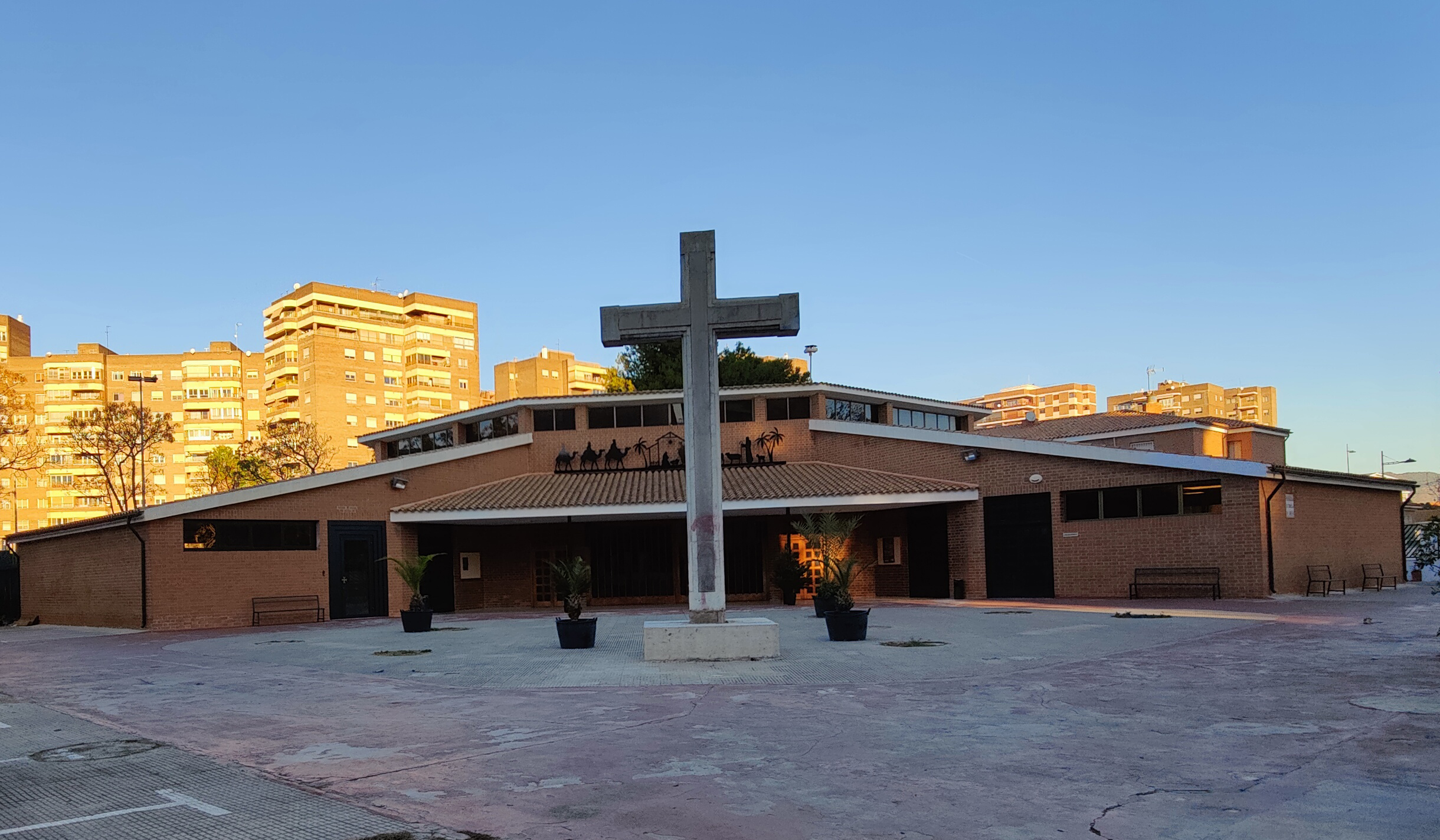
La cruz en su actual ubicación en Rafalafena

Las elecciones locales de 2015 permitieron la formación de una coalición de izquierdas para gobernar la ciudad. En ese contexto se promovieron diferentes iniciativas para cumplir las diferentes leyes de Memória Histórica vigentes que, incluyen la retirada de los monumentos que ensalcen la dictadura franquista. Tras las elecciones locales de 2019 que consolidaron dicha coalición, el ayuntamiento se propuso eliminar la Cruz de los caídos del parque, iniciando el procedimiento administrativo. Esta decisión fue denunciada por la Fundación Española de Abogados Cristianos y el TSJCV suspendió cautelarmente la actuación hasta que levantó la medida en 2020. Un año más tarde, la concejala de cultura Verònica Ruiz decretó la retirada de la cruz del parque, y en consecuencia durante todo el año 2022 el ayuntamiento intentó hasta 3 veces sacar a licitación la retirada, la reposición del jardín, y el traslado al lugar donde la Diócesis de Segorbe-Castellón, nueva titular del bien, decidiese. Finalmente durante la jornada del 4 de enero de 2023 se procedió a la retirada de la cruz entre fuertes medidas de seguridad debido a las diversas manifestaciones de todo símbolo político que se concentraron en el lugar. Esa misma noche la cruz fue instalada en su nueva ubicación en la explanada de la parroquia de Santo Tomás de Villanueva en la zona de Rafalafena. Ese mismo día, Abogados Cristianos, a los que luego se sumaría Vox, solicitó medidas cautelares ante el TSJCV y el juzgado de lo contencioso-administrativo pertinente para  impedir el traslado. El TSJCV se pronunció en mayo de ese año desestimando el recurso y permitiendo el traslado, mientras que el juzgado lo hizo en junio de 2024 anulando la resolución municipal porque al haber sido resignificada y no portar símbolos de exaltación del franquismo la cruz no vulneraba la Ley de Memoria Democrática. La zona del parque donde se situaba la cruz fue remodelada siguiendo las trazas conocidas que tenía en 1926.

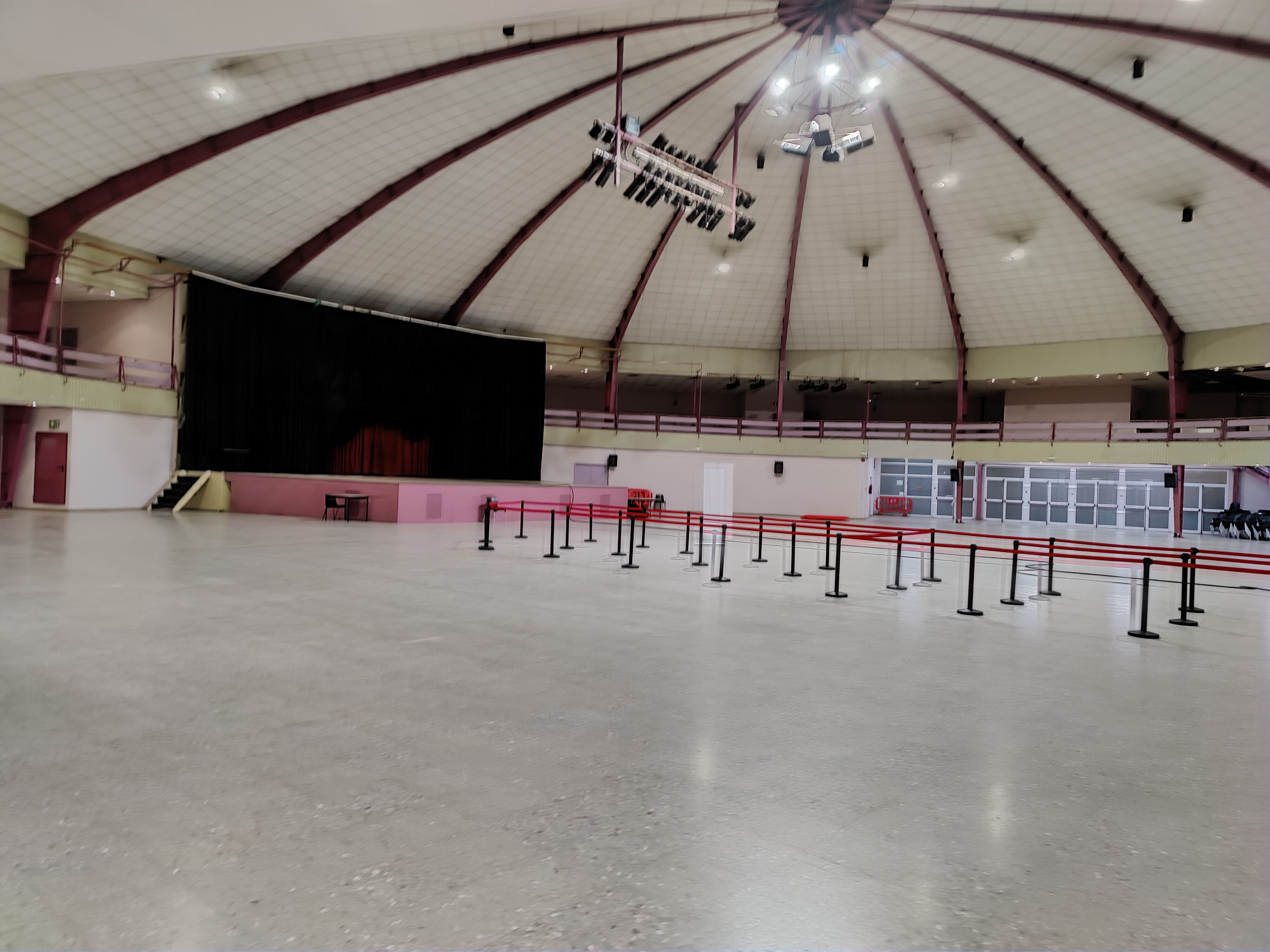
Interior de La Pérgola en 2021

Las elecciones locales de mayo de 2023 permitieron la formación de una coalición de derechas para gobernar la ciudad. Entre los acuerdos de su pacto figuraba el dedicar un monumento a todas las víctimas de la violencia, aunque sin consenso sobre como debería ejecutarse. Mientras el PP insistió en erigir un busto en memoria de Miguel Ángel Blanco, víctima de ETA; Vox insistió en la recuperación de la cruz, ofreciendo financiar mediante crowdfunding la erección de una réplica. Abogados Cristianos también se ofreció donar una nueva cruz con la imagen de la Virgen de los Desamparados. El PP rechazó todas las iniciativas y llegó a exigir a Abogados Cristianos que asumiera los costes de recolocar el monumento si la sentencia judicial les obligaba a ello, además de solicitar a la anterior concejala de cultura el pago personal de las costas judiciales del proceso. Tras la sentencia que anuló el traslado, Vox se distanció de Abogados Cristianos por no reclamar activamente la devolución de la cruz a su posición original y criticó al PP por no impulsar su restitución. La discrepancia se amplió cuando, en enero de 2025, el TSJCV dictaminó que las cruces resignificadas no constituyen vestigios franquistas.

### Derribo o reforma de La Pérgola
La idea de derribar el edificio de La Pérgola inaugurado en 1971 lleva presente en la sociedad castellonense desde su construcción. En 1982 se plantró oficialmente por primera vez dentro del proyecto de posible soterramiento de las vías del ferrocarril, y en 2008 fue una exigencia de la Comisión de cultura para permitir el paso del trolebús por el parque. La inauguración en 2011 del Palau de la Festa en la zona de Censal, dejó al recinto situado en el parque Ribalta prácticamente sin actividad al trasladarse a la nueva estructura los usos más recurrentes que tenían lugar en La Pérgola. Tras varias ideas de derribo y reconstrucción de la original, y otras de reforma rechazadas, en 2021 la alcaldesa Amparo Marco presentó un proyecto de reforma integral, pensado para ser utilizado como edificio multifuncional y a financiado por fondos europeos. A pesar de las recomendaciones previas que impedían la obra y de ser declarado impropio en el Plan general urbanístico aprobado en 2022, la Consejería de cultura autorizó inicialmente la reforma. La asociación Amics del Ribalta se movilizó y consiguió varios informes técnicos que llevaron a las autoridades autonómicas a retirar su permiso. El conflicto tensionó la coalición municipal, con el PSPV —partido de la alcaldesa— apoyando las obras, y Compromís —partido del consejero de cultura— demandando el derribo del edificio. Como intento de conciliación el ayuntamiento propuso remodelar los jardines anexos al edificio para devolverles a una situación similar a la previa a la desaparición de la construcción original, pero también interpuso un recurso contencioso-administrativo contra la Consejería por su cambio de postura. Tras las elecciones de 2023, la nueva alcaldesa Begoña Carrasco anunció su intención de retomar el proyecto de su antecesora si la justicia lo permitía. Finalmente el TSJCV permitió las obras, aunque su inicio depende de obtener nuevos fondos europeos.

## Descripción
- Parque Ribalta: el parque Ribalta propiamente dicho tiene un contorno triangular alargado, adosado a la carretera a Morella. La redacción del proyecto, corrió a cargo de Lluís Alfonso. Está estructurado en dos triángulos unidos por un paseo. En el círculo inscrito en el triángulo de mayor tamaño, se construyó La Pérgola. En sus orígenes, fue una pergola, con una casa de recreo y un estanque a su alrededor, hace unos años, se derribó el antiguo conjunto de La Pérgola y se construyó un edificio polifuncional.
- Parque del Obelisco: también trazado por Lluís Alfonso, en colaboración con Salvador Fors y el jardinero Francesc Tirado. Está atravesado por un paseo diagonal empedrado, que se dirige hacia la antigua Estación de Ferrocarril, en el centro del paseo, se encuentra una gran plaza donde desembocan el resto de paseos del Parque. Los espacios dejados por los paseos, están llenos de senderos, que en sus uniones forman las maranyetes.

## Observaciones
En Magdalena, en este lugar se celebró hasta el año 2009 la "Encensa de gaiates" (encendida de las gaiatas), año en que se empezó a celebrar en la avenida del Rey. El motivo fueron las obras del nuevo autobús guiado conocido como TRAM.

### Edificios de interés
- La Pérgola: edificio polifuncional en el parque Ribalta.
- Templete de música: construido en 1934, obra de Francesc Maristany. El templete con 16 columnas geminadas con capitel corintio que sustentan una cúpula de media naranja que no se refleja al interior.
- Palomar: gran torre construida en una maranyeta.

### Elementos de interés
- Estatua de Ribalta: estatua sedente de este pintor, construida en 1927 en la rotonda central del paseo del parque homónimo.
- Obelisco: en 1897 se erigió el obelisco proyectado por Francesc Tomás Traver, que dio nombre al parque homónimo. Fue destruido en 1938 y rehecho en 1980. Recuerda las jornadas del 7, 8, y 9 de julio de 1837 cuando la ciudad resistió los ataques carlistas.
- Bancos de cerámica: en el paseo del parque Ribalta.
- Estanque: trazado en 1920 en el parque del Obelisco.
- Bustos: repartidos por todo el parque, dedicados a personajes castellonenses importantes.Cabe destacar, entre otros, los de Tárrega en bronce, de Adsuara, y busto de Vicente Castell también en bronce realizado por Octavio Vicent, junto al estanque se encuentra el monumento a Domingo Herrero de Tomás Colón Bauzano, y delante de la rosaleda el monumento al Año Internacional del Niño de 1979.